# عودة لاني بود (قصة)
عودة لاني بود هي الرواية النهائية من سلسلة لاني بود للمؤلف أبتون سنكلير. نُشرت القصة لأول مرة عام 1953، وتغطي الفترة من 1946 إلى 1949.[بحاجة لمصدر]